# Falloria abbreviata
Falloria abbreviata är en mångfotingart som först beskrevs av Shelley 1986.  Falloria abbreviata ingår i släktet Falloria och familjen Xystodesmidae. Inga underarter finns listade i Catalogue of Life.